# 熊谷杏子
熊谷杏子（日语：くまがい 杏子，2月14日—），日本女性漫畫家。出身於山口縣。福岡傳播藝術專科學校畢業。O型血。2006年出道後其作品都在小學館《Sho-Comi》連載，代表作有《神宿緋扇》、《片翼迷宮》、《巧克力吸血鬼》。

## 人物簡介
從小因為很喜歡逗人歡笑，開始創作演藝人員角色的搞笑漫畫。
2006年（當時22歲）以短篇「手」入選並刊登在《Sho-Comi》（小學館）新春1號並同時出道。
出道以來，其作品第一次被發表在該雜誌上，次作被用卷首彩色，第三作決定長期連載化來說，在當時是非同尋常的速度推出（此外，第一本單行本的發行卻是職業漫畫家出道的半年後）。

## 作品一覧
粗體字表示連載中作品。
- 手
- 大小姐的愛危機
- !!（Pucchigumi，小學館，vol.7刊載）
- 天注意報
- 放學後的橘色戀曲（日语：放課後オレンジ）
- 莓時間
- 空色彩蝶
- StandUP!!!!
- 修旅行★
- 2回目
- 神宿緋扇（日语：あやかし緋扇） 序章
- 神宿緋扇
- 片翼迷宮 序章
- 片翼迷宮
- 巧克力吸血鬼（日语：チョコレート・ヴァンパイア）
- 魔法陣クロノカノン
- 東京§神狼

## 出版漫畫
長鴻出版社代理中文版用粗體字表示。全由小學館發行。
- 大小姐的愛危機（全1冊）
- （全3冊）
- 放學後的橘色戀曲（日语：放課後オレンジ）（全5冊）
- 莓時間（全2冊）
- 空色彩蝶（全2冊）
- Stand up 校園搜查隊（全2冊）
- 神宿緋扇（日语：あやかし緋扇）（全12冊）
- 桐原實加的少女情懷（全1冊）
- 片翼迷宮（全10冊）
- 巧克力吸血鬼（全18冊）
- 魔法陣時空卡農（全5冊）
- 東京§神狼（刊載4冊／2025年3月26日現在）

### 地下作品
- 犬彼
- 女子妄想。
- 先生second ～？～

## 外部連結
- http://kumakyo.blog59.fc2.com/ （页面存档备份，存于） （日語）－熊谷杏子的官方個人部落格。
- Sho-Comi官方網站的作家檔案 （日語）
- 熊谷杏子的X（前Twitter） （日語）